# フサアンコウ科
フサアンコウ科（学名：Chaunacidae）は、アンコウ目に所属する魚類の分類群（科）の一つ。ミドリフサアンコウなど、底生性の深海魚を中心に2属22種が含まれる。

## 分布・生態
フサアンコウ科の魚類はすべて海水魚で、太平洋・インド洋・大西洋など世界中の深海に幅広く分布する。水深90mから2,000mにかけての大陸斜面・海山を主な生息範囲とし、日本近海からは少なくとも1属3種が報告されている。
特徴的なずんぐりした体型は遊泳には不向きで、岩礁および砂泥の海底でじっとしている姿がしばしば観察される。誘引突起を利用した待ち伏せ型の捕食を行うとみられるが、その他の生活史についてはほとんどわかっていない。日本では底引き網や延縄によって漁獲され、味醂干し・鍋料理などに利用される。

## 形態

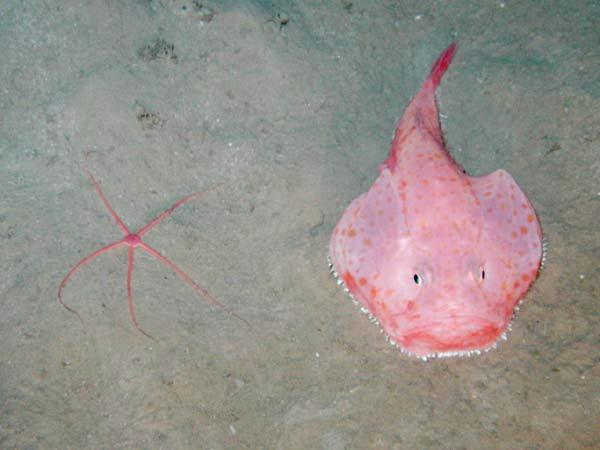
ニシフサアンコウ（Chaunax pictus）。風船のような丸い体と細長い尾柄部が本科魚類の特徴である

丸みを帯びた球状の体型をもち、皮膚は風船のようにぶよぶよとして柔軟性が高い。ピンクやオレンジ、あるいは赤色を基調とした体色の種が多く、体長は最大種で35cmほどになる。体表はトゲ状あるいは細長い糸状の突起によって覆われる。口は斜め上向きでほとんど垂直となり、顎・鋤骨・口蓋骨に微小な歯を備える。
アンコウ目の魚類に共通した特徴として、背鰭の第1棘条に由来する誘引突起をもつが、他の棘条は欠いている。頭部にはU字状のくぼみが存在し、誘引突起および擬餌状体を収納することができる。背鰭および臀鰭の軟条はそれぞれ10-12本・5-7本で、腹鰭は小さく1棘4軟条からなる。胸鰭はやや大きく腕のような形状をもつが、近縁のアカグツ科ほどには発達していない。鰓の開口部は胸鰭基底の後方に位置する。

## 分類
フサアンコウ科は単独でフサアンコウ亜目 Chaunacoidei を構成し、Nelson（2016）の体系において2属22種が認められている。カエルアンコウなどを含むカエルアンコウ亜目の仲間から本科を経て、アカグツ科（アカグツ亜目）へと形態の特化が進んだものとみられている。
- フサアンコウ属 Chaunax

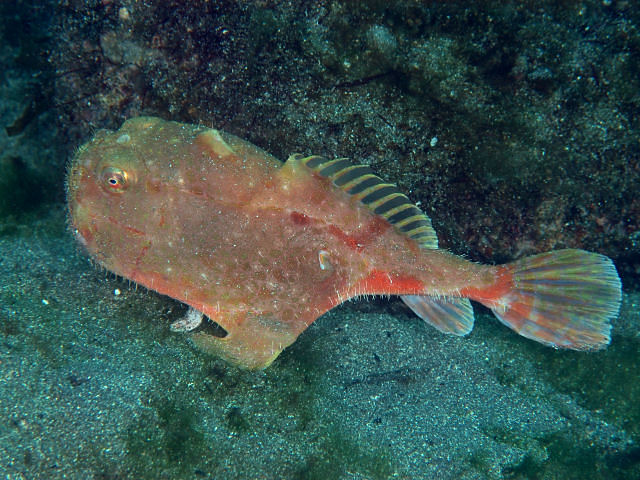
ホンフサアンコウ Chaunax fimbriatus（フサアンコウ属）。日本近海にも分布する、魚食性の強い種

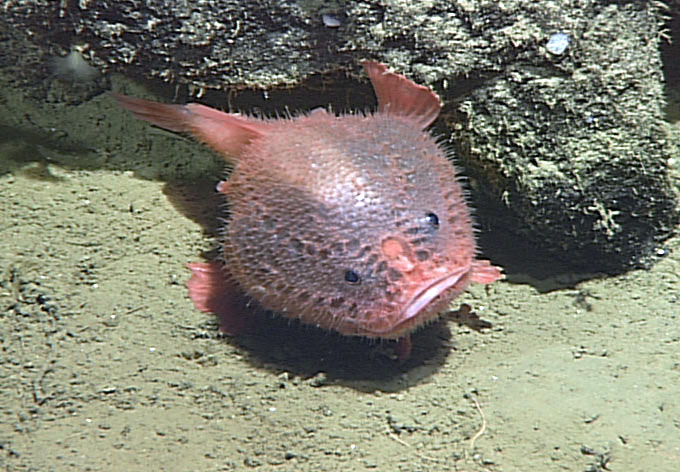
Chaunacops 属の1種（C. coloratus）。明るい色調の体色は本科魚類の特徴で、個体差による変異も大きい

  - ハナグロフサアンコウ Chaunax tosaensis[7]
  - ホンフサアンコウ Chaunax fimbriatus
  - ミドリフサアンコウ Chaunax abei
  - Chaunax africanus
  - アカフウセン Chaunax apus[8]
  - Chaunax breviradius
  - Chaunax endeavouri
  - Chaunax flammeus
  - Chaunax flavomaculatus
  - Chaunax latipunctatus
  - Chaunax mulleus
  - Chaunax nebulosus
  - Chaunax nudiventer
  - Chaunax penicillatus
  - ニシフサアンコウ[9] Chaunax pictus
  - Chaunax reticulatus
  - Chaunax russatus
  - Chaunax stigmaeus
  - Chaunax suttkusi
  - Chaunax umbrinus
- Chaunacops 属[10]
  - Chaunacops coloratus
  - Chaunacops melanostomus
  - Chaunacops roseus